# اولیویه بوسه
اولیویه بوسه (فرانسوی: Olivier Bausset‎؛ زادهٔ ۱ فوریهٔ ۱۹۸۲) قایقران قایق بادبانی اهل فرانسه است.